# How to Save a Life (canción)
«How to Save a Life» es una canción de la banda estadounidense de rock alternativo, The Fray, lanzada en marzo de 2006 como el segundo sencillo su primer álbum de estudio del mismo nombre. Es una de las canciones de airplay más populares de la banda y alcanzó su punto máximo en el top 3 de la lista Billboard Hot 100 en los Estados Unidos. Se convirtió en el séptimo sencillo que duró más tiempo en el Billboard Hot 100, empatando con la canción "Smooth" (1999) de la banda Santana, en 58 semanas consecutivas. La canción ha sido certificada Platino 3x por la RIAA, y ha vendido más de 4.7 millones de descargas (enero de 2015), la cuarta canción de rock más vendida en la historia digital.
Es el éxito musical más alto de la banda hasta la fecha, encabezando la lista de Adult Top 40 durante 15 semanas consecutivas y encabezando la tabla de Airplay canadiense. También fue nominado para un premio Grammy a la mejor interpretación rock de un dúo o grupo con vocalista en 2007, pero perdió ante "Dani California" de Red Hot Chili Peppers.

## Antecedentes y escritura
De acuerdo al cantante principal Isaac Slade, la canción fue compuesta e influenciada por su experiencia mientras trabajaba como mentor en un campamento para adolescentes con problemas:

«Uno de los jóvenes con los que estaba emparejado era músico. Aquí estaba, un suburbano protegido, y él solo tenía 17 años y tenía todos estos problemas. Y nadie podía escribir un manual sobre cómo salvarlo.»

Slade afirma que la canción trata sobre todas las personas que trataron de comunicarse con el niño pero no tuvieron éxito. Como Slade dijo en una entrevista, los amigos y la familia del niño se le acercaron diciéndole: «Deja de tomar drogas y cortarte o no volveré a hablarte», pero todo lo que necesitaba era algo de apoyo. El niño estaba perdiendo amigos y atravesaba la depresión. Perdió a su mejor amigo y no pudo lidiar con eso. Los versos de la canción describen el intento de un adulto en confrontar a un adolescente con problemas. En el coro, el cantante lamenta que él mismo no haya podido salvar a un amigo porque no sabía cómo.
Si bien esta fue la intención original de la canción, la banda ha abierto la canción a la interpretación. Crearon un sitio web donde los fanáticos podían enviar vídeos musicales que habían hecho para la canción. Esto surgió de la respuesta que Slade recibió de la canción:

«Recibí muchos correos electrónicos al respecto (...) Un niño murió en un accidente automovilístico, y supongo que fue la última canción que descargó de su computadora. Lo tocaron en su funeral, y algunos de sus amigos se tatuaron Salva una vida en sus brazos. la respuesta ha sido abrumadora.»

Durante una entrevista en Sauce, Bob Wilson le preguntó a Slade, «'How to Save a Life' fue aparentemente inspirada en una experiencia que tuvo como mentor de un niño que tenía un problema de drogas. ¿Cuál es la historia detrás de eso?», Slade respondió:

«Bueno, hay un hogar grupal aquí en Denver llamado Shelterwood, y ayuda a adolescentes que han pasado un mal momento; sus padres no quieren enviarlos a la cárcel, pero no pueden seguirlos por sí mismos ... Un amigo mío era en realidad el presidente de esa escuela en particular, por lo que nos pidió a Joe y a mí que viniéramos a uno de sus retiros de fin de semana ... Me emparejaron con un chico en particular. Su historia fue simplemente increíble: todas las relaciones que había puesto en riesgo debido a las decisiones que tomó, y eventualmente perdiendo las relaciones ... el costo de su estilo de vida y sus elecciones, y el tipo de relación con mi propia vida y mi vida. historias propias viendo todas las relaciones que he amenazado por una razón u otra. Fue un fin de semana realmente inspirador.»

## Éxito comercial
La canción es la primera de la banda en alcanzar popularidad significativa fuera de los Estados Unidos. "How to Save a Life" fue uno éxito top cinco principal en Australia, Canadá, Irlanda, Italia, España, Suecia y el Reino Unido. Debido a una filtración temprana por BBC Radio 1 en el Reino Unido, donde era el primer sencillo de la banda, la canción fue liberada en el territorio cinco semanas antes de lo planeado. Debutó en número nueve en la UK Singles Chart el 21 de enero de 2007, solo con descargas. En lugar de su fecha de lanzamiento prevista, que debía ser el 26 de marzo de 2007, el sencillo fue lanzado físicamente en el Reino Unido el 28 de febrero y gradualmente subió en la lista, alcanzando el número cinco el 25 de febrero, permaneciendo allí durante cuatro semanas. Finalmente alcanzó el número cuatro en la lista de singles del Reino Unido el 8 de abril y se convirtió en la undécima canción más vendida de Gran Bretaña en 2007.
La canción ocupó el puesto número 24 en las mejores canciones pop para adultos de la década en la revista Billboard, y el número 47 en las 100 mejores pistas digitales de la década en Billboard. También ocupó el puesto número 58 en la lista de Billboard 100 mejores canciones de la década y número 56 en la lista de Rhapsody de las 100 mejores canciones de la década. La canción era la 25ta canción más descargada de todos los tiempos en iTunes (febrero de 2010). La canción ha vendido más de 4.7 millones de copias en los EE. UU. (enero de 2015).

## Popularidad en series de televisión
La canción apareció por primera vez en la serie Grey's Anatomy de la cadena ABC, luego de que Alexandra Patsavas, la supervisora de música del show, vio a la banda en Los Ángeles. Ella se impresionó con su actuación, especialmente con la canción "How to Save a Life". Alexandra incorporó la canción en el episodio "Superstición" de la segunda temporada de la serie (estrenado el 19 de marzo de 2006). Después de su uso en el episodio, la canción se convirtió en un menor Hot 100 afectados. La canción se convirtió en un tema "no oficial" para los demás miembros de la producción de Grey's Anatomy después de la emisión del episodio, llevando a la decisión de que la canción sería utilizada en la promoción principal de la tercera temporada del show. También el vigésimo primer episodio de la undécima temporada de la serie tuvo como título "How to save a life".
La canción fue ofrecida a continuación, en la comedia de NBC, la serie médica Scrubs, hacia el final del episodio popular "Mi almuerzo" el 25 de abril de 2006, cuando tres pacientes mueren a causa de la rabia contraída a través de los trasplantes de órganos. Dr. Cox John C. McGinley considera que es a través de su supervisión que las muertes se producen, y, posteriormente, se derrumba emocionalmente, y sale del hospital a mediados de turno. El episodio se convirtió en uno de los mayores episodios de puntuación de la serie.
Apareció en el capítulo 3 de la tercera temporada de One Tree Hill.
Una semana después de la promoción por Anatomy la tercera temporada de Grey's comenzó al aire: "¿Cómo salvar una vida" avanzado desde la posición # 51 en la posición # 29 en el Hot 100. Como jugador, la promoción, la canción siguió subiendo en las listas, alcanzando un máximo del número 3 en el Billboardtema marcado 7 de octubre de 2006. El 21 de septiembre de 2006, una versión del video musical (similar a la hecha en Snow Patrol Chasing Cars ha presentado antes de la premier de la tercera temporada del espectáculo. La canción también fue lanzada como una de las canciones de Anatomía de la colinas 8 y Océano,Cold Case y en el Reino Unido para el último episodio de Waterloo Road, el episodio de encore Echo Beach y en 1 de la BBC tráilers de la serie de 22. HBO utilizó la canción para su "campaña de televisión de verano de Imagen, y fue usado también en el tráiler de la película Reign Over Me.
Durante la vista previa para la nueva temporada de Tila Tequila muestran, "Cómo salvar una vida" juega como telón de fondo la música.
Durante la temporada 8 de American Idol de 2009, "How To Save a Life" se jugó al finalista Danny Gokey salió de la sala de audiciones y celebraron la muerte de su primera audición con su familia y amigos, en referencia a la esposa de Gokey de fallecimiento por complicaciones de la enfermedad cardíaca congénita.

## Lista de canciones
CD 1 (Reino Unido)
1. «How to Save a Life»
2. «She Is» - Acoustic from Stripped Raw + Real

CD 2 (Reino Unido)
1. «How to Save a Life»
2. «How to Save a Life» - Acoustic from Stripped Raw + Real
3. «She Is» - Acoustic from Stripped Raw + Real
4. «How to Save a Life» - CD-Rom

## Personal
The Fray
- Isaac Slade - Voz, piano
- Dave Welsh - Guitarra líder
- Joe King - Guitarra rítmica, coros, bajo
- Ben Wysocki - Batería, percusión

Producción
Producido por Aaron Howard Johnson, Mike Flynn

## Posicionamiento en listas
| Listas (2006–07)                            | Mejor posición |
| ------------------------------------------- | -------------- |
| Australia (ARIA)                            | 2              |
| Austria (Ö3 Austria Top 40)                 | 46             |
| Bélgica (Flandes) (Ultratop 50)             | 7              |
| Bélgica (Valonia) (Ultratip Bubbling Under) | 2              |
| Canadá (Canadian Hot 100)                   | 17             |
| European Singles Chart[cita requerida]      | 14             |
| Francia (SNEP)                              | 35             |
| Alemania (Media Control AG)                 | 45             |
| Irlanda (IRMA)                              | 1              |
| Italy Digital Singles (FIMI)                | 5              |
| Italy Physical Singles (FIMI)               | 29             |
| Países Bajos (Dutch Top 40)                 | 20             |
| Nueva Zelanda (Recorded Music NZ)           | 7              |
| Noruega (VG-lista)                          | 10             |
| Portugal (Billboard)                        | 7              |
| Eslovaquia (Rádio Top 100)                  | 83             |
| Suecia (Sverigetopplistan)                  | 5              |
| Suiza (Schweizer Hitparade)                 | 28             |
| Reino Unido (Official Charts Company)       | 4              |
| Estados Unidos (Billboard Hot 100)          | 3              |
| Estados Unidos (Mainstream Top 40)          | 3              |
| Estados Unidos (Adult Contemporary)         | 1              |
| Estados Unidos (Alternative Airplay)        | 31             |
| Estados Unidos (Adult Top 40)               | 1              |
| Listas (2012)                               | Mejor posición |
| Reino Unido (UK Singles Chart)              | 34             |
| Listas (2013)                               | Mejor posición |
| Reino Unido (UK Singles Chart)              | 30             |

| Listas (2007)            | Posición |
| ------------------------ | -------- |
| Australian Singles Chart | 18       |
| UK Singles Chart         | 11       |
| US Billboard Hot 100     | 24       |